# Enterprise (Nevada)
Enterprise es una lugar designado por el censo (CDP) en el condado de Clark, Nevada, Estados Unidos. En 2000 la población de Enterprise era de 14.676 personas. Está gobernada por la Comisión del Condado de Clark, en la cual no existen miembros de la localidad de Enterprise. Los comisionados del condado de Clark votaron por unanimidad en 1996 para crear la comunidad de Enterprise, y se convirtió en el décimo pueblo no incorporado del condado.

## Geografía
Enterprise está localizado en las coordenadas de 36°1′53″N 115°11′53″O / 36.03139, -115.19806 (36.031459, -115.198104).
Según la Oficina del Censo de los Estados Unidos, el lugar designado por el censo tiene un área de 48.6 millas cuadradas (125.9 km²) de tierra.

## Demografía
En el censo de 2000, había 14.676 personas, 5.917 hogares y 3.804 familias residiendo en el lugar. La densidad de población fue de 301,9 personas por milla cuadrada (116,6/km²). Había 6.609 viviendas en un promedio de 136,0/sq mi (52,5/km²). La demografía racial del LDC fue de 82,30% blanco, 3,16% afroamericanos, 0,80% nativos americanos, 5.19% asiáticos, 0.55% isleños del pacífico, 4,04% de otras razas y 3,96% de dos o más razas. Los hispanos o latinos de cualquier raza fueron del 12,03% de la población.